# 송정중앙초등학교
송정중앙초등학교는 대한민국 광주광역시 광산구에 있는 공립 초등학교이다.

## 학교 연혁
- 2024. 01. 05 제55회 졸업생 배출(총 7,877명)
- 2023. 01. 06 제54회 졸업생 배출(총 7,822 명)
- 2022. 09. 01 제23대 김태심 교장 부임
- 1996. 03. 01 송정중앙초등학교 개칭
- 1994. 03. 01 서봉분교 본교로 통폐합
- 1982. 03. 01 병설유치원 개원
- 1967. 10. 14 송정중앙국민학교 개교

## 참고 자료
- 송정중앙초등학교 - 한국교육학술정보원 학교알리미